# Симйонка Олена Юріївна
Олена Юріївна Симйонка (нар. 1957, смт. Солотвино, тепер Тячівського району Закарпатської області) — українська радянська діячка, бригадир колгоспу «Дружба народів» Тячівського району Закарпатської області. Депутат Верховної Ради УРСР 11-го скликання.

## Біографія
Освіта середня спеціальна. У 1978 році закінчила Кагульський гідромеліоративний радгосп-технікум Молдавської РСР, агроном-овочівник.
З 1978 року — обліковець, бригадир бригади тепличного господарства колгоспу «Дружба народів» смт. Солотвино Тячівського району Закарпатської області.
Член КПРС з 1980 року.
Закінчила заочно Уманський сільськогосподарський інститут.
Потім — на пенсії в Тячівському районі Закарпатської області.

## Родина
Батько, Юрій Юрійович Симйонка, працював завідувачем ферми і головою колгоспу «Прикордонник» в селищі Солотвино, начальником поверхневого комплексу шахти 8 Солотвинського солерудника. Мати була робітницею, помічником машиніста солевидобувного комбайна на Солотвинському солеруднику.

## Нагороди
- ордени
- медалі